# Yuta, die Letzte ihres Clans
Yuta, die Letzte ihres Clans (Originaltitel: The Vengeance Factor) ist die neunte Folge der dritten Staffel der US-amerikanischen Science-Fiction-Fernsehserie Raumschiff Enterprise – Das nächste Jahrhundert. Sie wurde in den Vereinigten Staaten über Syndication vermarktet und erstmals am 20. November 1989 auf verschiedenen Fernsehsendern ausgestrahlt. In Deutschland war sie zum ersten Mal am 4. September 1992 in einer synchronisierten Fassung im ZDF zu sehen.

## Handlung
Im Jahr 2366 bei Sternzeit 43421.9 fliegt die Enterprise zu einem wissenschaftlichen Außenposten der Föderation, der von einem unbekannten Gegner angegriffen wurde. Ein Außenteam findet die Besatzung bewusstlos, aber lebend vor. Durch Blutspuren können die Angreifer als Acamarianer identifiziert werden. Captain Picard lässt Kurs auf deren Heimatwelt Acamar III setzen, wo Marouk, die Herrscherin des Planeten, an Bord kommt. Picard geht davon aus, dass es sich bei den Angreifern um Sammler handelt, eine Gruppierung, die Acamar III vor rund 100 Jahren verlassen hat, als auf dem Planeten noch blutige Clan-Kriege tobten. Seit damals hat die acamarianische Gesellschaft erhebliche Fortschritte gemacht und es herrscht seit langem Frieden. Doch alle Versuche, auch die Sammler, die plündernd und raubend im All umherziehen, wieder zu integrieren, sind bisher gescheitert. Marouk erklärt sich allerdings bereit, erneut das Gespräch mit den Anführern der Sammler zu suchen.
Die Enterprise setzt Kurs auf Gamma Hromi II, wo eine Kolonie der Sammler vermutet wird. Während des Flugs macht sich der erste Offizier Riker mit Yuta, der persönlichen Dienerin von Marouk, vertraut und zwischen den beiden entwickelt sich eine gegenseitige Sympathie. Beim Planeten angekommen beamt ein Außenteam auf die Oberfläche. Es gerät in einen Hinterhalt, kann aber schließlich seinerseits die Sammler überwältigen. Nach anfänglichem Misstrauen ist Brull, der Anführer der Gruppe, schließlich offen für Verhandlungen und erklärt sich bereit, Kontakt zu Chorgan, dem obersten Anführer der Sammler, herzustellen. Während die Gespräche laufen, entfernt sich Yuta unbemerkt und begibt sich zu einem alten Sammler namens Volnoth. Sie fragt ihn, ob er dem Clan der Lornak angehört, was dieser bestätigt. Yuta offenbart ihm, dass sie das letzte Mitglied des Tralesta-Clans ist, der von den Lornak fast vollständig ausgelöscht wurde. Sie berührt Volnoth an der Wange, woraufhin dieser tot zusammenbricht. Als Volnoths Tod entdeckt wird, glauben die Sammler, er sei an Altersschwäche gestorben, doch Beverly Crusher, die Schiffsärztin der Enterprise, will eine genauere Untersuchung durchführen.
Während des Flugs zum Treffpunkt mit Chorgans Schiff hat Yuta etwas Zeit, um sich mit Riker zu treffen. Sie bereitet ihm eine acamarianische Speise zu und die beiden kommen sich näher. Riker bemerkt jedoch, dass Yuta das Bedürfnis hat, ihm zu dienen, während er hingegen gleichberechtigte Frauen bevorzugt. Yuta scheint das Konzept von Freiheit offenbar weitgehend fremd zu sein. Sie stellt zwar klar, dass sie nicht Marouks Sklavin sei und sie jederzeit verlassen könne. Dennoch sei ihr die Freiheit versagt. Riker ist nicht klar, was sie damit meint.
In der Zwischenzeit hat Dr. Crusher ihre Untersuchung abgeschlossen. Demnach wurde Volnoth von einem Virus getötet, das ungewöhnlich spezifisch ist und nur Acamarianer mit einem ganz bestimmten DNS-Muster befällt, vielleicht einen von einer Million. Sie geht davon aus, dass Volnoth ermordet wurde. Währenddessen hat die Enterprise den Treffpunkt erreicht und auf Chorgans Schiff beginnen die Verhandlungen. Der zweite Offizier Data vergleicht auf der Enterprise Volnoths Tod mit ähnlichen Vorfällen aus der Vergangenheit. Er findet nur einen vergleichbaren Fall, der allerdings schon 53 Jahre zurückliegt. Auch hier war der Tote ein Mitglied des Lornak-Clans. Auf einem Foto, das bei diesem Vorfall gemacht wurde, ist Yuta zu sehen, die seitdem offenbar um keinen Tag gealtert ist. Data bemerkt, dass auch Chorgan dem Lornak-Clan angehört, und Riker ist sofort klar, dass dieser in höchster Gefahr schwebt.
Riker beamt auf Chorgans Schiff und richtet einen Phaser auf Yuta, um zu verhindern, dass sie Chorgan berührt. Sie enthüllt, dass sie vor 100 Jahren eine von nur fünf Überlebenden des Massakers am Tralesta-Clan war. Sie wurde ausgewählt, um den Clan zu rächen. Mit einer veränderten Zellstruktur und einem verlangsamten Alterungsprozess wurde sie neu geboren. Nach und nach spürte sie alle verbliebenen Mitglieder des Lornac-Clans auf. Chorgan ist der Letzte und mit seinem Tod sei ihre Aufgabe erfüllt. Sie läuft auf ihn zu und Riker feuert einen Betäubungsschuss auf sie ab. Der bleibt aber ohne Wirkung und sie versucht es erneut. So bleibt Riker schließlich keine andere Wahl, als sie zu töten.

## Verbindungen zu anderen Star-Trek-Produktionen
Einige Elemente aus dieser Folge wurden in späteren Star-Trek-Produktionen wieder aufgegriffen:
- Zwei acamarianische Sammler sind als Statisten in Folge 1.12 (Der Steinwandler) von Star Trek: Deep Space Nine aus dem Jahr 1993 zu sehen.
- Das acamarianische Sternensystem ist in den Serien Star Trek: Discovery,Star Trek: Picard und Star Trek: Strange New Worlds mehrfach auf Sternenkarten zu sehen. Nach diesen befindet es sich im Grenzgebiet zwischen der Föderation und dem Klingonischen Reich.

## Produktion

### Drehbuch
Ira Steven Behr soll am Drehbuch dieser Folge mitgewirkt haben, in den Credits wird aber Sam Rolfe als alleiniger Autor genannt.
Die verschiedenen Arbeitstitel der Folge lauteten The Human Factor, The Vengeance und The Weapon.

### Darsteller
Stephen Lee, Darsteller von Chorgan, spielte auch einen Barkeeper in Folge 7.04 (Der Schachzug, Teil I) von Raumschiff Enterprise – Das nächste Jahrhundert.
Marc Lawrence, Darsteller von Volnoth, spielte auch Carl Zeemo in Folge 7.15 (Badda-Bing, Badda-Bang) von Star Trek: Deep Space Nine.
In einer kleinen Rolle war Michael Lamper zu sehen, der im Juni 1992 Marina Sirtis heiratete.

### Kulissen
Für die Darstellung des Föderations-Außenpostens wurde ein Matte Painting verwendet, das ursprünglich für den Spielfilm Alarm im Weltall von 1956 angefertigt worden war.

### Modelle
Bei dem Raumschiff der Sammler handelt es sich um das wiederverwendete und modifizierte Modell des Pakled-Raumschiffs aus Folge 2.17 (Das Herz eines Captains) von Raumschiff Enterprise – Das nächste Jahrhundert.

## Rezeption
Keith DeCandido bewertete Yuta, die Letzte ihres Clans 2011 auf tor.com als eine durchschnittliche Folge von Raumschiff Enterprise – Das nächste Jahrhundert, die inhaltlich nicht allzu viel bietet. Die an Metalheads erinnernden Sammler hielt er für eine angenehme Abwechslung innerhalb der sonst recht bieder inszenierten Serie.